# Asker Fotball
Asker Fotball ist ein Fußballverein aus der norwegischen Kommune Asker in Akershus, er ist die Fußballabteilung des Sportklubs Asker SK. Der Verein trägt seine Heimspiele im 2000 Zuschauer fassenden Føyka Stadion aus. Die Vereinsfarben sind Schwarz und Weiß.

## Geschichte
Der im Jahre 1889 gegründete Verein ist vor allem für seine erfolgreiche Frauenfußballabteilung Asker FK bekannt. Die erste Damenmannschaft, welche sich aufgrund von wirtschaftlichen Problemen 2009 auflöste und Stabæk Fotball anschloss, wurde in ihrer Geschichte 6-mal norwegischer Meister und 5-mal Pokalsieger.
In der Saison 1998 ging sie in die Geschichte ein, indem sie alle ihre Saisonspiele gewann.
Die Herrenmannschaft wurde 2010 Meister der dritten norwegische Liga und spielte damit in der Saison 2011 in der zweitklassigen Adeccoligaen, stieg aber am Ende der Saison in die Oddsenligaen ab.

## Platzierungen
| Saison | Liga             | Platz | sonstiges |
| ------ | ---------------- | ----- | --------- |
| 1999   | 2. Division 2    | 1     |           |
| 2000   | 2. Division 2    | 5     |           |
| 2001   | 2. Division 1    | 12    |           |
| 2002   | 3. Division 2    | 2     |           |
| 2003   | 3. Division 1    | 1     |           |
| 2004   | 3. Division 8    | 3     |           |
| 2005   | 3. Division 4    | 1     |           |
| 2006   | 3. Division 8    | 1     |           |
| 2007   | 2. Division 2    | 2     |           |
| 2008   | 2. Division 4    | 6     |           |
| 2009   | Fair-Play-Liga 4 | 3     |           |
| 2010   | Fair-Play-Liga 1 | 1     |           |
| 2011   | Adeccoliga       | 13    |           |
| 2012   | Oddsenliga 4     | 4     |           |
| 2013   | Oddsenliga 1     | 2     |           |
| 2014   | Oddsenliga 1     | 13    |           |
| 2015   | 3. Division 2    | 1     |           |
| 2016   | PostNord-Liga 4  | 5     |           |
| 2017   | PostNord-Liga 1  | 3     |           |
| 2018   | PostNord-Liga 1  | 4     |           |
| 2019   | PostNord-Liga 2  | 4     |           |
| 2020   | PostNord-Liga 2  |       |           |

| Spielklasse |
| ----------- |
| 1.          |
| 2.          |
| 3.          |
| 4.          |
| 5.          |
| 6.          |